# Coordonate carteziene

Ilustrare a unui plan de coordonate carteziene. Patru puncte sunt marcate și etichetate cu coordonatele lor: (2, 3) cu verde, (−3, 1) cu roșu, (−1.5, −2.5) cu albastru, și originea (0, 0) cu violet.

În geometrie, sistemul de coordonate carteziene în plan este un sistem de coordonate care specifică fiecare punct în mod unic printr-o pereche de numere reale numite coordonate, ce reprezintă distanțele luate cu semn de la respectivul punct până la două drepte fixe orientate perpendicular, numite axe de coordonate, sau doar axe (singular axă) ale sistemului. Punctul în care se întâlnesc se numește origine și are coordonatele (0, 0).
În mod similar, poziția oricărui punct din spațiul tridimensional poate fi specificată prin trei coordonate carteziene, care sunt distanțele luate cu semn de la acel punct la trei plane reciproc perpendiculare. Mai general, n coordonate carteziene specifică punctul într-un spațiu euclidian n -dimensional pentru orice dimensiune n. Aceste coordonate sunt distanțele de la punct la n hiperplane fixe reciproc perpendiculare.

Sistem de coordonate carteziene având marcat cu roșu un cerc de rază 2 cu centrul în origine. Ecuația unui cerc este (x − a)^{2} + (y − b)^{2} = r^{2} unde a și b sunt coordonatele centrului (a, b), iar r este raza.

Coordonatele carteziene își iau numele de la René Descartes, care prin crearea lor în secolul al XVII-lea a revoluționat astfel matematica, oferind prima legătură sistematică între geometrie și algebră. Folosind sistemul de coordonate carteziene, formele geometrice (cum ar fi curbele) pot fi descrise prin ecuații care implică coordonatele punctelor respectivei forme. De exemplu, un cerc cu raza 2, cu centrul în originea planului, poate fi descris ca mulțimea tuturor punctelor ale căror coordonate x și y satisfac ecuația x2 + y2 = 4 .
Coordonatele carteziene sunt fundamentul geometriei analitice și oferă interpretări geometrice care aduc lumină în multe alte ramuri ale matematicii, cum ar fi algebra liniară, analiza complexă, geometria diferențială, calculul infinitezimal multivariat, teoria grupurilor și multe altele. Un exemplu familiar este conceptul de grafic al unei funcții. Coordonatele carteziene sunt instrumente esențiale și pentru majoritatea disciplinelor aplicate care tratează cu aspecte de geometrie, inclusiv astronomia, fizica, ingineria și multe altele. Sunt cel mai comun sistem de coordonate utilizat în grafica pe calculator, proiectarea geometrică asistată de calculator și alte procese de date legate de geometrie⁠(d).

## Istorie
Adjectivul cartezian se referă la matematicianul și filozoful francez René Descartes, care a publicat această idee în 1637 în timp ce trăia în Țările de Jos. Conceptul a fost descoperit independent de Pierre de Fermat, care lucra și în trei dimensiuni, deși Fermat nu a publicat descoperirea. Clericul francez Nicole Oresme a folosit construcții similare coordonatelor carteziene cu mult înainte de vremea lui Descartes și Fermat.
Atât Descartes, cât și Fermat au folosit o singură axă în tratarea lor și au o lungime variabilă măsurată în raport cu această axă. Conceptul de folosire a unei perechi de axe a fost introdus mai târziu, după ce La Géométrie⁠(d) a lui Descartes a fost tradusă în latină în 1649 de către Frans van Schooten și studenții săi. Acești comentatori au introdus mai multe concepte în timp ce încercau să clarifice ideile conținute în opera lui Descartes.
Dezvoltarea sistemului de coordonate carteziene avea să joace un rol fundamental în dezvoltarea calculului infinitezimal de către Isaac Newton și Gottfried Wilhelm Leibniz. Descrierea cu două coordonate a planului a fost ulterior generalizată în conceptul de spațiu vectorial.
Descartes a mai dezvoltat multe alte sisteme de coordonate, cum ar fi coordonatele polare pentru plan și coordonatele sferice și cilindrice pentru spațiul tridimensional.

## Descriere

### O singură dimensiune
Alegerea unui sistem de coordonate carteziene pentru un spațiu unidimensional – adică pentru o linie dreaptă – implică alegerea unui punct O al dreptei (originea), a unei unități de lungime și a unei orientări pentru dreaptă. O orientare alege care dintre cele două semidrepte determinate de O este pozitivă și care este negativă; spunem apoi că dreapta „este orientată” (sau „îndreptată”) dinspre jumătatea negativă spre jumătatea pozitivă. Atunci fiecare punct P al dreptei poate fi specificat prin distanța sa față de O, luată cu semnul + sau − în funcție de semidreapta care conține P.
O dreaptă cu un sistem cartezian ales se numește dreapta numerelor. Fiecare număr real are o locație unică pe dreaptă și invers, fiecare punct de pe dreaptă poate fi interpretat ca un număr într-un continuum ordonat, cum ar fi numerele reale.

### Două dimensiuni
Un sistem de coordonate carteziene în două dimensiuni (numit și sistem de coordonate dreptunghiular sau sistem de coordonate ortogonal) este definit de o pereche ordonată de linii perpendiculare (axe), o singură unitate de lungime⁠(d) pentru ambele axe și o orientare pentru fiecare. axă. Punctul în care se întâlnesc axele este luat ca origine pentru ambele, transformând astfel fiecare axă într-o dreaptă a numerelor. Prin orice punct P, se trasează câte o dreaptă  perpendiculară pe fiecare axă, iar poziția în care se întâlnește cu axa este interpretată ca un număr. Cele două numere, în ordinea aleasă, sunt coordonatele carteziene ale lui P. Construcția inversă permite determinarea poziției punctului P pe baza coordonatelor sale.
Prima coordonată se numește abscisa⁠(d), iar a doua se numește ordonata⁠(d) lui P; iar punctul în care se întâlnesc axele se numește originea sistemului de coordonate. Coordonatele sunt de obicei scrise ca două numere între paranteze, în această ordine, separate prin virgulă, cum ar fi (3, −10.5). Astfel originea are coordonatele (0, 0), iar punctele de pe semiaxele pozitive, la o unitate distanță de origine, au coordonatele (1, 0) și (0, 1).
În matematică, fizică și inginerie, prima axă este de obicei definită sau descrisă ca orizontală și orientată spre dreapta, iar a doua axă este verticală și orientată în sus. (Totuși, în unele contexte din domeniul graficii pe calculator, axa ordonatelor poate fi orientată în jos.) Originea este adesea etichetată cu O, iar cele două coordonate sunt adesea notate cu literele X și Y, sau x și y. Axele pot fi denumite apoi axa X și axa Y. Alegerile de litere provin din convenția inițială, aceea de a folosi ultima parte a alfabetului pentru a indica valori necunoscute. Prima parte a alfabetului a fost folosită pentru a nota valori cunoscute.
Un plan euclidian cu un sistem de coordonate carteziene ales se numește plan cartezian. Într-un plan cartezian se pot defini reprezentanții canonici ai anumitor figuri geometrice, cum ar fi cercul unitate (cu raza egală cu unitatea de lungime și centrul în origine), pătratul unitate (a cărui diagonală are capetele la (0, 0) și (1, 1), hiperbola unitate și așa mai departe.
Cele două axe împart planul în patru unghiuri drepte, numite cadrane. Cadranele pot fi denumite sau numerotate în diferite moduri, dar cadranul în care toate coordonatele sunt pozitive este de obicei numit primul cadran.
Dacă coordonatele unui punct sunt (x, y), atunci distanțele de la acesta până la axa X și până la axa Y sunt | y | și, respectiv | x |; unde cu | · | se notează valoarea absolută⁠(d) a unui număr.

### Trei dimensiuni

Un sistem de coordonate carteziene tridimensional, cu originea O și axele X, Y și Z, orientate după cum arată săgețile. Marcajele de pe axe sunt la o unitate de lungime distanță. Punctul negru reprezintă punctul de coordonate x = 2, y = 3, și z = 4, sau (2, 3, 4).

Un sistem de coordonate carteziene în două dimensiuni (numit și sistem de coordonate dreptunghiular sau sistem de coordonate ortogonal) este definit de o pereche ordonată de drepte perpendiculare (axe), o singură unitate de lungime⁠(d) pentru ambele axe și o orientare pentru fiecare. axă. Punctul în care se întâlnesc axele este luat ca origine pentru ambele, transformând astfel fiecare axă într-o dreaptă a numerelor. Prin orice punct P, se trasează câte o dreaptă  perpendiculară pe fiecare axă, iar poziția în care se întâlnește cu axa este interpretată ca un număr. Cele două numere, în ordinea aleasă, sunt coordonatele carteziene ale lui P. Construcția inversă permite determinarea poziției punctului P pe baza coordonatelor sale.
Alternativ, fiecare coordonată a unui punct P poate fi luată ca distanță de la P la hiperplanul definit de celelalte două axe, semnul fiind determinat de orientarea axei corespunzătoare.
Fiecare pereche de axe definește un hiperplan de coordonate. Aceste hiperplane împart spațiul în opt octanți⁠(d). Octanții sunt:{\displaystyle {\begin{aligned}(+x,+y,+z)&&(-x,+y,+z)&&(+x,-y,+z)&&(+x,+y,-z)\\(+x,-y,-z)&&(-x,+y,-z)&&(-x,-y,+z)&&(-x,-y,-z)\end{aligned}}}Coordonatele sunt de obicei scrise ca trei numere (sau formule algebrice) înconjurate de paranteze și separate prin virgule, ca în (3, −2.5, 1) sau (t, u + v, π/2) . Astfel, originea are coordonatele (0, 0, 0), iar punctele unitate de pe cele trei axe sunt (1, 0, 0), (0, 1, 0) și (0, 0, 1).
Nu există denumiri standard pentru coordonatele pe cele trei axe (totuși, uneori sunt folosiți termenii abscisă, ordonată și aplicată). Coordonatele sunt adesea notate cu literele X, Y și Z, sau x, y și z. Axele pot fi denumite apoi axa X, axa Y și, respectiv, axa Z. Atunci hiperplanurile de coordonate pot fi denumite planul XY, planul YZ și planul XZ.
În contextele de matematică, fizică și inginerie, primele două axe sunt adesea definite sau descrise ca orizontale, cu a treia axă îndreptată în sus. În acest caz, a treia coordonată poate fi numită înălțime sau altitudine. Orientarea este de obicei aleasă astfel încât unghiul de 90 de grade de la prima axă la a doua axă să arate în sens invers acelor de ceasornic atunci când este văzut din punctul (0, 0, 1); o convenție care se numește în mod obișnuit regula mâinii drepte.

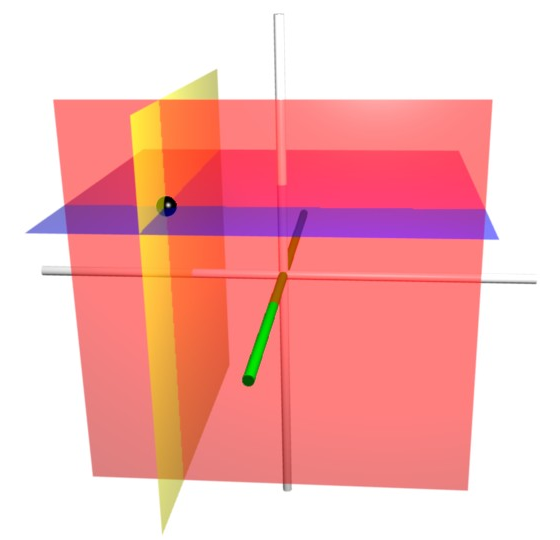
Suprafețele de coordonate ale coordonatelor carteziene (x, y, z). Axa z este verticală, iar axa x este evidențiată cu verde. Astfel, hiperplanul roșu conține punctele cu x = 1, cel albastru conține punctele cu z = 1, și cel galben conține punctele cu y = −1. Cele trei suprafețe se intersectează în punctul P (reprezentat cu o sferă neagră) cu coordonatele carteziene (1, −1, 1).

### Dimensiuni mai mari
Deoarece coordonatele carteziene sunt unice și neambigue, punctele unui plan cartezian pot fi identificate cu perechi de numere reale; adică cu produsul cartezian {\displaystyle \mathbb {R} ^{2}=\mathbb {R} \times \mathbb {R} }, Unde {\displaystyle \mathbb {R} } este mulțimea tuturor numerelor reale. În același mod, punctele din orice spațiu euclidian de dimensiune n pot fi identificate cu tuplurile⁠(d) (listele) a n numere reale; adică cu produsul cartezian {\displaystyle \mathbb {R} ^{n}}.

### Generalizări
Un sistem de coordonate carteziene în două dimensiuni (numit și sistem de coordonate dreptunghiular sau sistem de coordonate ortogonal) este definit de o pereche ordonată de linii perpendiculare (axe), o singură unitate de lungime⁠(d) pentru ambele axe și o orientare pentru fiecare. axă. Punctul în care se întâlnesc axele este luat ca origine pentru ambele, transformând astfel fiecare axă într-o dreaptă a numerelor. Prin orice punct P, se trasează câte o dreaptă  perpendiculară pe fiecare axă, iar poziția în care se întâlnește cu axa este interpretată ca un număr. Cele două numere, în ordinea aleasă, sunt coordonatele carteziene ale lui P. Construcția inversă permite determinarea poziției punctului P pe baza coordonatelor sale.

## Notații și convenții
Coordonatele carteziene ale unui punct se scriu de obicei între paranteze și separate prin virgule, ca în exemplele: (10, 5) sau (3, 5, 7). Originea este adesea etichetată cu litera mare O. În geometria analitică, coordonatele necunoscute sau generice sunt adesea notate cu literele (x, y) în plan și (x, y, z) în spațiul tridimensional. Acest obicei provine dintr-o convenție a algebrei, care folosește litere de la sfârșitul alfabetului pentru valori necunoscute (cum ar fi coordonatele punctelor în multe probleme geometrice) și litere aproape de început pentru cantități date.
Aceste notații convenționale sunt adesea folosite și în alte domenii, cum ar fi fizica și ingineria, deși pot fi folosite și alte litere. De exemplu, într-un grafic care arată modul în care o presiune variază în timp, coordonatele graficului pot fi notate p și t. Fiecare axă este de obicei numită după coordonata care este măsurată de-a lungul ei; deci, se spune axa x, axa y, axa t etc.
O altă convenție obișnuită pentru notarea coordonatelor este utilizarea indicelui, ca (x1, x2, ..., xn) pentru cele n coordonate dintr-un spațiu n-dimensional, mai ales când n este mai mare ca 3 sau nespecificat. Unii autori preferă numerotarea (x0, x1, ..., xn−1 ). Aceste notații sunt deosebit de avantajoase în programarea calculatoarelor: prin stocarea coordonatelor unui punct sub formă de tablou⁠(d), în loc de înregistrare⁠(d), indicele poate servi la indexarea coordonatelor.
În ilustrațiile matematice ale sistemelor carteziene bidimensionale, prima coordonată (numită în mod tradițional abscisă⁠(d)) este măsurată de-a lungul unei axe orizontale⁠(d), orientată de la stânga la dreapta. A doua coordonată (ordonata) este apoi măsurată de-a lungul unei axe verticale, de obicei orientată de jos în sus. Copiii mici care învață sistemul cartezian învață în mod obișnuit ordinea de a citi valorile înainte de a cimenta conceptele de axă x, y și z, începând cu mnemonice 2D (de exemplu, „Mergi de-a lungul holului, apoi urcă scările” care ar însemna direct pe axa x apoi în sus vertical de-a lungul axei y).
În grafica pe calculator și în prelucrarea imaginilor⁠(d), se folosește adesea un sistem de coordonate cu axa y orientată în jos pe afișajul calculatorului. Această convenție s-a dezvoltat în anii 1960 (sau mai devreme) din cauza modului în care imaginile erau stocate inițial în bufferele de afișare⁠(d).
Pentru sistemele tridimensionale, o convenție este de a ilustra planul xy pe orizontală, cu axa z adăugată pentru a reprezenta înălțimea (cu direcția pozitivă în sus). În plus, există o convenție de a orienta axa x către privitor, înclinată ușor fie la dreapta, fie la stânga. Dacă o diagramă ( proiecție 3D sau desen în perspectivă 2D) prezintă axele x și y pe orizontală și respectiv pe verticală, atunci axa z ar trebui să fie afișată îndreptată „în afara paginii” către privitor sau cameră. Într-o astfel de diagramă 2D a unui sistem de coordonate 3D, axa z ar apărea ca o linie sau direcție îndreptată în jos și la stânga sau în jos și la dreapta, în funcție de perspectiva privitorului sau a camerei. Pe orice diagramă sau ecran, orientarea celor trei axe, în ansamblu, este arbitrară. Totuși, orientarea axelor una față de cealaltă ar trebui să respecte întotdeauna regula mâinii drepte, cu excepția cazului în care se specifică altfel. Toate legile fizicii și matematicii presupun această orientare, care asigură consistența.
Pentru diagramele 3D, denumirile „abscisă” și „ordonată” sunt rareori folosite pentru x și respectiv y . Când sunt folosite, coordonata z este uneori numită aplicata. Cuvintele abscisă, ordonată și aplicată sunt uneori folosite cu referire la axele de coordonate, și nu la valorile coordonatelor.

### Cadrane și octanți

Cele patru cadrane ale unui sistem de coordonate carteziene

Axele unui sistem cartezian bidimensional împart planul în patru regiuni infinite, numite cadrane, fiecare mărginit de două semiaxe. Acestea sunt adesea numerotate de la 1 la 4 și notate cu cifre romane: I (unde coordonatele au ambele semne pozitive), II (unde abscisa este negativă - și ordonata este pozitivă +), III (unde atât abscisa, cât și ordonata sunt −), și IV (abscisa +, ordonată −). Când axele sunt desenate conform cutumei matematice, numerotarea merge în sens invers acelor de ceasornic⁠(d) începând din cadranul din dreapta sus („nord-est”).
În mod similar, un sistem cartezian tridimensional definește o împărțire a spațiului în opt regiuni sau octanți, în funcție de semnele coordonatelor punctelor. Convenția folosită pentru denumirea unui anumit octant este de a enumera semnele acestuia; de exemplu, (+ + +) sau (− + −). Generalizarea cadranului și octantului la un număr arbitrar de dimensiuni se numește Orthant⁠(d) și în ea se aplică un sistem similar de denumire.

## Formule carteziene pentru plan

### Distanța dintre două puncte
Distanța euclidiană dintre două puncte din plan, cu coordonatele carteziene {\displaystyle (x_{1},y_{1})} și {\displaystyle (x_{2},y_{2})} este{\displaystyle d={\sqrt {(x_{2}-x_{1})^{2}+(y_{2}-y_{1})^{2}}}.}Aceasta este versiunea carteziană a teoremei lui Pitagora. În spațiul tridimensional, distanța dintre punctele {\displaystyle (x_{1},y_{1},z_{1})} și {\displaystyle (x_{2},y_{2},z_{2})} este{\displaystyle d={\sqrt {(x_{2}-x_{1})^{2}+(y_{2}-y_{1})^{2}+(z_{2}-z_{1})^{2}}},}care poate fi obținută prin două aplicări consecutive ale teoremei lui Pitagora.

### Transformări euclidiene
Transformările euclidiene⁠(d) sau mișcările euclidiene sunt funcții (bijective) care asociază punctelor din planul euclidian alte puncte din același plan, conservând distanțele dintre puncte. Există patru tipuri de astfel de transformări (numite și izometrii): translații, rotații, reflexii și reflexii translate.

#### Translația
Translatarea unei mulțimi de puncte din plan, păstrând distanțele și direcțiile dintre ele, este echivalentă cu adunarea unei perechi fixe de numere (a, b) la coordonatele carteziene ale fiecărui punct din mulțime. Adică, dacă coordonatele inițiale ale unui punct sunt (x, y), după translație acestea vor fi{\displaystyle (x',y')=(x+a,y+b).}

#### Rotația
Rotația unei figuri în sens antiorar⁠(d) în jurul originii cu un anumit unghi {\displaystyle \theta } este echivalentă cu înlocuirea fiecărui punct de coordonate (x, y) cu punctul cu coordonate (x', y'), unde{\displaystyle {\begin{aligned}x'&=x\cos \theta -y\sin \theta \\y'&=x\sin \theta +y\cos \theta .\end{aligned}}}Prin urmare:{\displaystyle (x',y')=((x\cos \theta -y\sin \theta \,),(x\sin \theta +y\cos \theta \,)).}

#### Reflexia
Dacă (x, y) sunt coordonatele carteziene ale unui punct, atunci (−x, y) sunt coordonatele reflexiei⁠(d) acestuia în raport cu a doua axă de coordonate (axa y), ca și cum acea dreaptă ar fi o oglindă. De asemenea, (x, −y) sunt coordonatele reflexiei sale în raport cu prima axă de coordonate (axa x). În general, reflexia în raport cu o dreaptă ce trece prin origine la un unghi {\displaystyle \theta } cu axa x, este echivalentă cu înlocuirea fiecărui punct cu coordonatele (x, y) cu punctul cu coordonatele (x′,y′), unde{\displaystyle {\begin{aligned}x'&=x\cos 2\theta +y\sin 2\theta \\y'&=x\sin 2\theta -y\cos 2\theta .\end{aligned}}}Prin urmare:{\displaystyle (x',y')=((x\cos 2\theta +y\sin 2\theta \,),(x\sin 2\theta -y\cos 2\theta \,)).}

#### Reflexia translată
O reflexie translată este compoziția unei reflexii în raport cu o dreaptă urmată cu o translație în direcția acelei drepte. Se poate observa că ordinea acestor operații nu contează (translația poate avea loc prima, urmată de reflexie).

#### Forma matriceală generală a transformărilor
Toate transformările afine⁠(d) ale planului pot fi descrise într-un mod uniform prin utilizarea matricelor. În acest scop coordonatele {\displaystyle (x,y)} ale unui punct sunt reprezentate în mod obișnuit ca matricea coloană {\displaystyle {\begin{pmatrix}x\\y\end{pmatrix}}.} Rezultatul {\displaystyle (x',y')} a aplicării unei transformări afine la un punct {\displaystyle (x,y)} este dat de formula{\displaystyle {\begin{pmatrix}x'\\y'\end{pmatrix}}=A{\begin{pmatrix}x\\y\end{pmatrix}}+b,}Unde{\displaystyle A={\begin{pmatrix}A_{1,1}&A_{1,2}\\A_{2,1}&A_{2,2}\end{pmatrix}}}este o matrice 2×2 și {\displaystyle b={\begin{pmatrix}b_{1}\\b_{2}\end{pmatrix}}} este o matrice coloană.  Adică,{\displaystyle {\begin{aligned}x'&=xA_{1,1}+yA_{1,1}+b_{1}\\y'&=xA_{2,1}+yA_{2,2}+b_{2}.\end{aligned}}}Dintre transformările afine, transformările euclidiene⁠(d) se caracterizează prin faptul că matricea {\displaystyle A} este ortogonală⁠(d); adică, coloanele sale sunt vectori ortogonali de normă euclidiană unu sau, în mod explicit,{\displaystyle A_{1,1}A_{1,2}+A_{2,1}A_{2,2}=0}Alegerea unui sistem de coordonate carteziene pentru un spațiu unidimensional – adică pentru o linie dreaptă – implică alegerea unui punct O al dreptei (originea), a unei unități de lungime și a unei orientări pentru dreaptă. O orientare alege care dintre cele două semidrepte determinate de O este pozitivă și care este negativă; spunem apoi că dreapta „este orientată” (sau „îndreptată”) dinspre jumătatea negativă spre jumătatea pozitivă. Atunci fiecare punct P al dreptei poate fi specificat prin distanța sa față de O, luată cu semnul + sau − în funcție de semidreapta care conține P.{\displaystyle A_{1,1}^{2}+A_{2,1}^{2}=A_{1,2}^{2}+A_{2,2}^{2}=1.}Acest lucru este echivalent cu a spune că A înmulțită cu transpusa sa este matricea identitate. Dacă aceste condiții nu sunt valabile, formula descrie o transformare afină⁠(d) mai generală.
și{\displaystyle A_{1,1}A_{2,2}-A_{2,1}A_{1,2}=1.}O reflexie sau o reflexie translată se obține atunci când:{\displaystyle A_{1,1}A_{2,2}-A_{2,1}A_{1,2}=-1.}Presupunând că translațiile nu sunt folosite (adică {\displaystyle b_{1}=b_{2}=0} ) translațiile pot fi compuse⁠(d) prin simpla înmulțire a matricelor de transformare asociate. În cazul general, este utilă utilizarea matricei augmentate a transformării; adică se rescrie formula de transformare{\displaystyle {\begin{pmatrix}x'\\y'\\1\end{pmatrix}}=A'{\begin{pmatrix}x\\y\\1\end{pmatrix}},}unde{\displaystyle A'={\begin{pmatrix}A_{1,1}&A_{1,2}&b_{1}\\A_{2,1}&A_{2,2}&b_{2}\\0&0&1\end{pmatrix}}.}Cu acest artificiu, compoziția transformărilor afine se obține prin înmulțirea matricelor augmentate.

### Transformare afină
Transformările afine⁠(d) ale planului euclidian sunt transformări care transformă dreptele în alte drepte, dar pot modifica distanțele și unghiurile. După cum s-a spus în secțiunea precedentă, acestea pot fi reprezentate prin matrice extinse:{\displaystyle {\begin{pmatrix}A_{1,1}&A_{2,1}&b_{1}\\A_{1,2}&A_{2,2}&b_{2}\\0&0&1\end{pmatrix}}{\begin{pmatrix}x\\y\\1\end{pmatrix}}={\begin{pmatrix}x'\\y'\\1\end{pmatrix}}.}Transformările euclidiene sunt transformări afine cu proprietatea că matricea 2×2 conținând {\displaystyle A_{i,j}} este ortogonală⁠(d).

Efectul aplicării diferitelor matrici de transformare afină 2D asupra unui pătrat unitar (reflexiile sunt cazuri speciale ale scalării)

Matricea extinsă care reprezintă compunerea⁠(d) a două transformări afine se obține prin înmulțirea matricelor extinse ale acestora.
Unele transformări afine care nu sunt transformări euclidiene au primit denumiri specifice.

#### Scalare
Un exemplu de transformare afină care nu este euclidiană este scalarea. A face o figură mai mare sau mai mică echivalează cu înmulțirea coordonatelor carteziene ale fiecărui punct cu același număr pozitiv m. Dacă (x, y) sunt coordonatele unui punct de pe figura originară, punctul corespunzător de pe figura scalată are coordonatele{\displaystyle (x',y')=(mx,my).}Dacă m este mai mare decât 1, figura devine mai mare; dacă m este între 0 și 1, devine mai mică.

#### Forfecarea
O transformare de forfecare⁠(d) împinge partea superioară a unui pătrat în lateral pentru a forma un paralelogram. Forfecarea orizontală este definită prin:{\displaystyle (x',y')=(x+ys,y)}Forfecarea poate fi aplicată și pe verticală:{\displaystyle (x',y')=(x,xs+y)}

## Orientare și chiralitate

### În două dimensiuni

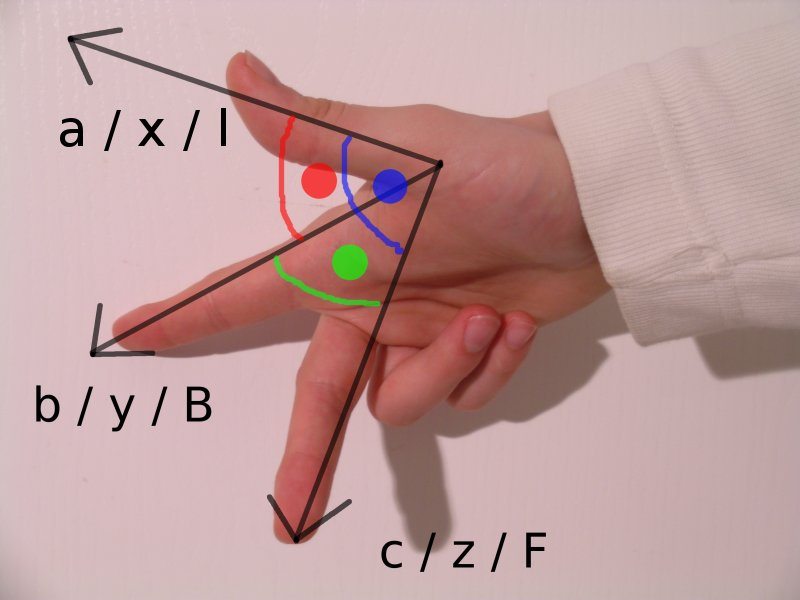
Regula mâinii drepte

Fixarea sau alegerea axei x determină axa y făcând abstracție de direcție. Anume, axa y este în neapărat perpendiculară pe axa x prin punctul marcat cu 0 pe axa x. Există posibilitatea de a alege care dintre cele două semidrepte perpendiculare este desemnată ca fiind sensl pozitiv și care sensul negativ. Oricare dintre aceste două alegeri determină o orientare diferită (numită și chiralitate) a planului cartezian.
Orientarea obișnuită a planului, cu axa x pozitivă îndreptată spre dreapta și axa y pozitivă în sus (axa x fiind „prima” și axa y „a doua” axă), este considerată ca fiind orientarea pozitivă sau standard, numită și orientare spre dreapta.
O mnemonică folosită în mod obișnuit pentru definirea orientării pozitive este regula mâinii drepte. Ținând mâna dreaptă de-a lungul unui plan cu degetul mare îndreptat în sus, celelalte degete arată dinspre axa x spre direcția pozitivă a axei y, într-un sistem de coordonate orientat pozitiv.
Cealaltă modalitate de a orienta planul este regula mâinii stângi, plasând mâna stângă pe plan cu degetul mare îndreptat în sus.
Când degetul mare este îndreptat de la origine de-a lungul unei axe pe sensul pozitiv, curbura degetelor indică o rotație pozitivă de-a lungul acelei axe.
Indiferent de regula folosită pentru orientarea planului, rotirea sistemului de coordonate va păstra orientarea. Comutarea oricărei axe va inversa orientarea, dar comutarea ambelor va lăsa orientarea neschimbată.

### În trei dimensiuni

Fig. 7 – Orientarea stângă este prezentată în stânga, iar cea dreaptă în dreapta.

Fig. 8 – Sistemul de coordonate carteziene din dreapta indicând planurile de coordonate.

Odată ce axele x și y sunt specificate, ele determină dreapta de-a lungul căreia ar trebui să se afle axa z, dar există două orientări posibile pentru această dreaptă. Cele două sisteme de coordonate posibile care rezultă sunt numite „drept” și „stâng”. Orientarea standard, unde planul xy este orizontal și axa z este îndreptată în sus (iar axele x și y formează un sistem de coordonate bidimensional orientat pozitiv în planul xy dacă este observat de deasupra planului xy) se numește drept sau pozitiv.

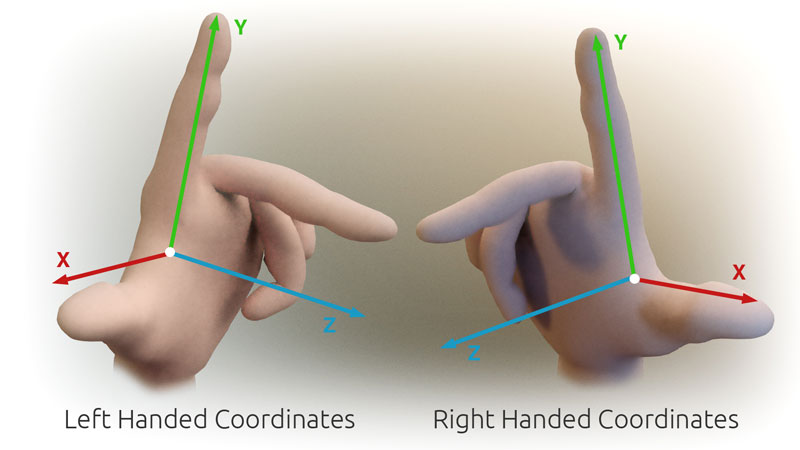
Chiralitatea coordonatelor carteziene 3D

Numele derivă de la regula mâinii drepte. Dacă degetul arătător⁠(d) al mâinii drepte este îndreptat înainte, degetul mijlociu îndoit spre interior într-un unghi drept față de acesta și degetul mare plasat în unghi drept față de ambele, cele trei degete indică orientarea relativă a axelor x, y, și z într-un sistem drept. Degetul mare indică axa x, degetul arătător axa y și degetul mijlociu axa z. Se procedează similar cu mâna stângă, pentru un sistem stâng.
Figura 7 prezintă un sistem de coordonate stâng și unul drept. Deoarece un obiect tridimensional este reprezentat pe un ecran bidimensional, rezultă distorsiuni și ambiguități. Axa îndreptată în jos (și spre dreapta) este menită și ea să fie îndreptată către observator, în timp ce axa „de mijloc” este menită fie îndreptată în sens opus celui spre observator. Cercul roșu este paralel cu planul xy orizontal și indică rotația de la axa x la axa y (în ambele cazuri). Prin urmare, săgeata roșie trece prin fața axei z.
Figura 8 este o altă încercare de a descrie un sistem de coordonate drept. Din nou, există o ambiguitate cauzată de proiectarea sistemului de coordonate tridimensional în plan. Mulți observatori văd figura 8 ca „întorcându-se pe dos” de la un cub convex și un „colț” concav. Aceasta corespunde celor două orientări posibile ale spațiului. Vederea figurii ca fiind convexă oferă un sistem de coordonate stâng. Astfel, modul „corect” de a vizualiza Figura 8 este de a imagina axa x ca fiind îndreptată spre observator și astfel văzând un colț concav.

## Reprezentarea unui vector în baza standard
Un punct din spațiu într-un sistem de coordonate carteziene poate fi reprezentat și printr-un vector de poziție, care poate fi considerat a fi o săgeată care arată de la originea sistemului de coordonate până la punctul respectiv. Dacă coordonatele reprezintă poziții spațiale (deplasări), de regulă se reprezintă vectorul de la origine până la punctul de interes și se notează cu {\displaystyle \mathbf {r} }. În două dimensiuni, vectorul de la origine până la punctul cu coordonate carteziene (x, y) poate fi scris astfel:{\displaystyle \mathbf {r} =x\mathbf {i} +y\mathbf {j} ,}Unde {\displaystyle \mathbf {i} ={\begin{pmatrix}1\\0\end{pmatrix}}} și {\displaystyle \mathbf {j} ={\begin{pmatrix}0\\1\end{pmatrix}}} sunt vectorii unitate în direcția axei x și, respectiv, a axei y, denumiți în general baza standard⁠(d) (în unele domenii de aplicare, aceștia pot fi denumiți și versori). Similar, în trei dimensiuni, vectorul de la origine până la punctul cu coordonate carteziene {\displaystyle (x,y,z)} poate fi scris ca:{\displaystyle \mathbf {r} =x\mathbf {i} +y\mathbf {j} +z\mathbf {k} ,}Unde {\displaystyle \mathbf {i} ={\begin{pmatrix}1\\0\\0\end{pmatrix}},}{\displaystyle \mathbf {j} ={\begin{pmatrix}0\\1\\0\end{pmatrix}},} și {\displaystyle \mathbf {k} ={\begin{pmatrix}0\\0\\1\end{pmatrix}}.}
Nu există o interpretare naturală a înmulțirii vectorilor pentru a obține un alt vector care funcționează în toate dimensiunile. Există însă o modalitate de a folosi numere complexe pentru a oferi o astfel de multiplicare. Într-un plan cartezian bidimensional, se identifică punctul de coordonate (x, y) cu numărul complex z = x + iy. Aici, i este unitatea imaginară și este identificat cu punctul cu coordonatele (0, 1), deci nu este vectorul unitar în direcția axei x. Deoarece numerele complexe pot fi înmulțite, rezultatul fiind un alt număr complex, această identificare oferă un mijloc de „multiplicare” a vectorilor. Într-un spațiu cartezian tridimensional se poate face o identificare similară cu o submulțime a cuaternionilor.

## Aplicații
Coordonatele carteziene sunt o abstractizare care are o multitudine de aplicații posibile în lumea reală. Sunt însă necesari trei pași constructivi pentru suprapunerea coordonatelor în aplicația dintr-o problemă.
1. Trebuie stabilite unitățile de distanță care definesc dimensiunea spațială reprezentată de numerele folosite ca coordonate.
2. Trebuie aleasă o origine a sistemului, cum ar fi o poziție spațială sau un reper
3. Trebuie definită orientarea axelor folosind indicațiile direcționale disponibile pentru toate axele, cu excepția uneia.

Fie, de exemplu, suprapunerea coordonatelor carteziene 3D peste toate punctele de pe Pământ (adică 3D geospațial). Kilometrii sunt o alegere bună pentru unitate, deoarece definiția inițială a kilometrului era geospațială, anume cea că 10.000 km ar fi trebuit să reprezinte distanța pe suprafață de la ecuator la Polul Nord. Ținând cont de simetrie, centrul gravitațional al Pământului sugerează o plasare naturală a originii (care poate fi sesizată prin orbitele satelitului). Axa de rotație a Pământului oferă o orientare naturală pentru axele X, Y și Z, puternic asociate cu „sus vs. jos”, astfel încât Z pozitiv poate reprezenta direcția de la geocentru la Polul Nord. Este necesară o poziție pe ecuator care să definească axa X, iar meridianul zero⁠(d) iese în evidență ca orientare de referință, astfel încât axa X ia orientarea de la geocentru la punctul de longitudine 0 și latitudine 0. Cu trei dimensiuni și două orientări de axe perpendiculare fixate în jos pentru X și Z, axa Y este determinată de primele două opțiuni. Pentru a respecta regula mâinii drepte, axa Y trebuie să indice de la geocentru la punctul de longitudine 90 și latitudine 0. De la o longitudine de −73.985656, o latitudine 40.748433 și raza Pământului de 40,000/2π km și transformând din coordonatele sferice în coordonatele carteziene, se pot estima coordonatele geocentrice ale Empire State Building, (x, y, z) = (1,330.53 km, 4,635.75 km, 4,155.46 km). Navigația prin GPS se bazează pe astfel de coordonate geocentrice.
În proiectele de inginerie, acordul privind definirea coordonatelor este un fundament crucial. Nu se poate presupune că coordonatele vin predefinite pentru o aplicație nouă, astfel încât cunoașterea modului de construire a unui sistem de coordonate acolo unde anterior nu exista unul este esențială pentru aplicarea gândirii lui René Descartes.
În timp ce aplicațiile spațiale folosesc unități identice de-a lungul tuturor axelor, în aplicațiile de afaceri și științifice, axele poate avea asociate unități de măsură diferite (cum ar fi kilograme, secunde, lire etc.). Deși spațiile cu patru și mai mari dimensiuni sunt dificil de vizualizat, algebra coordonatelor carteziene poate fi extinsă relativ ușor la patru sau mai multe variabile, astfel încât se pot face anumite calcule care implică multe variabile. (Acest tip de extensie algebrică este folosită pentru a defini geometria spațiilor de dimensiuni superioare.) Reciproc, este adesea util să se folosească geometria coordonatelor carteziene în două sau trei dimensiuni pentru a vizualiza relațiile algebrice dintre două sau trei din multe variabile nespațiale.
Graficul unei funcții sau relații⁠(d) este mulțimea tuturor punctelor care satisfac acea funcție sau relație. Pentru o funcție de o variabilă, f, mulțimea tuturor punctelor (x, y), unde y = f(x) este graficul funcției f. Pentru o funcție g de două variabile, mulțimea tuturor punctelor (x, y, z), unde z = g(x, y) este graficul funcției g. O schiță a graficului unei astfel de funcții sau relații ar consta din toate părțile importante ale funcției sau relației care ar include extremele sale relative, concavitatea și punctele de inflexiune, orice punct de discontinuitate și comportamentul său final. Toți acești termeni sunt definiți mai complet în analiza matematică. Astfel de grafice sunt utile în analiza matematică pentru a înțelege natura și comportamentul unei funcții sau relații.